# Ксения, любимая жена Фёдора
«Ксе́ния, люби́мая жена́ Фёдора» — советский художественный фильм, снятый в 1974 году кинорежиссёром Виталием Мельниковым.

## Сюжет
Муж и жена в течение пятнадцати лет мотались по стройкам в ожидании собственного жилья. Наконец, семье дают отдельную квартиру, и Ксения ждёт ребёнка. Однако появляются новые проблемы.

## В ролях
- Алла Мещерякова — Ксения Андреевна Иванова
- Станислав Любшин — Фёдор Петров, муж Ксении
- Лев Дуров — Сидоров, начальник участка
- Людмила Зайцева — Валентина, подруга Ксении
- Василий Меркурьев — начальник отдела кадров
- Азат Шеренц — Сурен, водитель
- Владимир Татосов — Кондратьев, начальник строительства
- Лоренц Арушанян — корреспондент

## Создатели
- Режиссёр-постановщик: Виталий Мельников
- Сценаристы: Александр Гельман, Татьяна Калецкая
- Оператор-постановщик: Юрий Векслер
- Художники-постановщики: Белла Маневич-Каплан, Римма Наринян
- Композитор: Олег Каравайчук
- Звукорежиссёр: Константин Лашков

## История создания
По воспоминаниям Мельникова, он приступил к съёмкам нового фильма почти сразу после завершения предыдущего, «Здравствуй и прощай». Сценарий, написанный Гельманом в соавторстве со своей женой, рассказывал о героине, которая на фоне стройки готовится к рождению ребёнка, и это становится для неё самым главным в жизни. Режиссёр выбрал Мещерякову потому, что увидел в ней «закрытость умного, тонко чувствующего человека». На роль мужа героини он взял Любшина, который сомневался, что сумеет сыграть «жлоба», и сам режиссёр опасался, что развеет романтический ореол героя, сложившийся вокруг Любшина после фильма «Щит и меч». Кстати, в фильме по телевидению показывают фильм про разведчика, внедрившегося в генштаб фашистов под именем Франца Вайсфельда. Съёмки происходили в Армении, на строительстве АЭС.
Мельников тогда заметил, что в его фильмах — от «Мама вышла замуж» до «Ксении…» — образовалась «киногалерея женских портретов и судеб», которую он решил пополнять и дальше.

## Критика
Критик В. Соловьёв в журнале «Искусство кино» отметил, что производственный фон — строительство Армянской АЭС — использован в фильме в художественных, а не декоративных целях. Похвалив точную игру Мещеряковой и Любшина, он отдаёт предпочтение игре Дурова, потому что производственный конфликт оказывается интереснее мелкого семейного конфликта главных героев. Соловьёв сравнивает фильм с «принципиальным» фильмом «Премия» (также по сценарию Гельмана), и полагает, что «Ксения, любимая жена Фёдора» — компромиссный фильм, который «застрял между семейной идиллией и публицистическим очерком».
Критик В. Дёмин в журнале «Советский экран» упрекает авторов в том, что этот интересно задуманный фильм обрывается на полуслове, добавляя, что это всё-таки лучше, чем «эффектный финал из другой оперы».